# Eugène Ormándy
Eugène Ormándy, ursprungligen Jenő Blau, född den 18 november 1899 i Budapest i Ungern, död den 12 mars 1985 i Philadelphia, var en amerikansk dirigent och violinist.

## Biografi
Ormándy, som var av judisk härkomst, var son till Benjamin och Rosalie Blau; fadern var tandläkare men också amatörviolinist. Ormándy började studera violin vid Kungliga nationella musikakademin (nu Liszt-akademien) i Budapest vid fem års ålder. Han gav sina första konserter som violinist vid sju års ålder, studerade då med Jenő Hubay och tog en magisterexamen vid 14 års ålder. År 1920 tog han en universitetsexamen i filosofi och åkte 1921 till USA.
Det var nu som Blau ändrade sitt namn till "Eugène Ormándy". Hans nya efternamn kan ha varit antingen hans eget andranamn eller hans mors flicknamn. Han anlitades först av dirigenten Erno Rapee, en vän från Budapest och kollega vid akademiexamen, som violinist i orkestern av Capitol Theatre i New York, en ensemble som ackompanjerade stumfilmer. Han blev konsertmästare inom fem dagar och blev snart en av ledarna i gruppen. Ormándy gjorde också 16 inspelningar som violinist mellan 1923 och 1929.
Arthur Judson, den mäktigaste inom amerikansk klassisk musik under 1930-talet, stödde kraftigt Ormándys karriär. När Arturo Toscanini blev för sjuk för att dirigera Philadelphia Orchestra 1931, bad Judson Ormándy att ta över. Detta ledde till hans första stora framträdande som dirigent, i Minneapolis.

## Karriär
Ormándy arbetade fram till 1936 som dirigent för Minneapolis symfoniorkester, numera Minnesota Orchestra. Under den stora depressionen, gav RCA Victor honom  och Minneapolis Symphony kontrakt för många inspelningar.
Ormándys 44-åriga anställning med Philadelphia Orchestra började 1936 och blev en källa till mycket av hans bestående rykte och berömmelse. Två år efter sin utnämning som biträdande dirigent under Leopold Stokowski, blev han dess dirigent. Som dirigent, genomförde han 100-180 konserter varje år i Philadelphia. Vid sin pensionering 1980, gjordes han hedersdirigent.
Han verkade också som gästdirigent med många andra orkestrar. I november 1966 spelade han en mycket minnesvärd och idiomatisk återgivning av Antonín Dvořáks New World Symphony med London Symphony Orchestra. Denna och en inspelning i juli 1952, vilket han genomförde anonymt med Prades Festival Orchestra med Pablo Casals i Robert Schumanns Cellokonsert, utgjorde hans enda kommersiella inspelningar gjorda utanför USA.
I december 1950 dirigerade han New Yorks Metropolitan Opera i en välkänd produktion av Johann Strauss den yngre' Läderlappen på engelska, som också spelades in. År 1978 ledde han New York Philharmonic i ett framförande av Sergej Rachmaninovs Pianokonsert nr 3, med Vladimir Horowitz som solist för en liveinspelning.
Ormándy dog i Philadelphia den 12 mars 1985. Hans papper, inklusive hans noter och kompletta arrangemang, fyller 501 lådor i arkivet i University of Pennsylvanias bibliotek.

## Priser och utmärkelser
- För att hedra Ormándys stora inflytande på amerikansk musik och Philadelphias scenkonst, tilldelades han 1972 det prestigefyllda Glee Club Award of Merit av universitetet i Pennsylvania .
- The Presidential Medal of Freedom av Richard M. Nixon 1970.
- The Ditson Dirigent utmärkelse för kampen för amerikansk musik 1977.
- Utsedd till Kennedy Center Honors 1982
- Benämnd Broadcast pioneer of Philadelphias Person of the Year 1979 och invald i deras Hall of Fame 2003.
- Han var också mottagare av Yale Universitys Sanfordmedalj.